# Stevens County, Kansas
Stevens County är ett administrativt område i delstaten Kansas, USA, med 5 724 invånare. Den administrativa huvudorten (county seat) är Hugoton.

## Geografi
Enligt United States Census Bureau har countyt en total area på 1 885 km². 1885 km² av den arean är land och 0 km² är vatten.

### Angränsande countyn
- Grant County - norr
- Haskell County - nordost
- Seward County - öst
- Texas County - söder
- Morton County - väst
- Stanton County - nordväst

### Orter
- Hugoton (huvudort)
- Moscow